# Manzana Roja de Lozoya
Manzana Roja de Lozoya es una variedad cultivar de manzano (Malus domestica) Esta manzana está cultivada tradicionalmente en la sierra norte de Madrid Comarca Lozoya Somosierra, en La Hiruela, Sierra del Rincón. Se está cultivando en el vivero de "La Troje" "Asociación sembrando raíces, cultivando biodiversidad", donde cultivan variedades frutícolas y hortícolas de la herencia para su conservación y recuperación de su cultivo. Así mismo está cultivado en el IMIDRA- Banco de Germoplasma de Variedades Tradicionales de Frutales de la Comunidad de Madrid (Finca La Isla).

## Sinónimos
- “Manzana Roja de Lozoya Somosierra“,
- “Manzana Roja de la Sierra del Rincón“,[5][6]
- “Manzana Roja“, en Canencia, y La Hiruela
- "Rojones de San Miguel", La Hiruela
- “Manzana Morro Liebre“,[7]
- “Hocico de Liebre”, El Cardoso (Guadalajara)
- "Manzana Camuesa", Buitrago del Lozoya, Bustarviejo, Valdemanco, Pinilla del Valle, Montejo de la Sierra.
- "Manzana Rojilla". Valdemanco[8]

## Historia
En las Hojas divulgadoras que publicaba el Ministerio de Agricultura en los años 40, se encontró alusión a una variedad con el nombre de "morro de liebre", que era de las más cultivadas en Andalucía y Aragón (Picaza 1945).
En la Sierra Norte de Madrid está arraigado su cultivo; en La Hiruela Sierra del Rincón llevan cultivándose más de un siglo. En La Hiruela y Prádena han hecho alusión a la diversidad intravarietal, diferenciando dos clases: una con el hocico más largo y mejor sabor, denominada “morro de liebre” y otra con el hocico más corto y más dulzonas.

## Características
Variedad de ciclo corto, se refieren a ella como "la última que florece y la primera que madura". Muy adaptada al clima local. Floración tardía, raramente se hiela. Es de las variedades más tempranas en la maduración.
El manzano de la variedad 'Manzana Roja de Lozoya' tiene un vigor elevado; la floración es más tardía que el Pero de Aragón, y que el Pero Real. La maduración del fruto es temprana, se puede comer cuando se cosecha, desde finales de septiembre.
Planta con hojas pubescentes, muy resistente a las plagas, no vecera. Flor blanca. Fruto de color amarillo, contradiciendo su nombre más común. Sabor muy dulce. Pequeñas, forma algo apicada, que describe el epíteto “morro de liebre”. A veces presenta peca o leña (mancha lignificada en la piel, sarna del manzano).
Sabor muy dulce, textura blanda y harinosa. El sabor mejora si se dejan madurar un mes almacenadas, como dice el Refrán de La Hiruela "Los rojones de San Miguel (29 de septiembre), pa los santos saben bien".
Muy apreciada por su producción segura gracias a su resistencia a plagas y heladas. Valorada por su sabor dulce y su aroma.

## Usos
Al comerlas crudas se ponen los dientes y labios negros, pues la manzana se oxida más rápido que otras variedades una vez abierta.
En la La Hiruela se preparan migas dulces con esta variedad. Se fríe en poco aceite cortada a rodajas finas y luego se añaden las migas de pan duro. 
También se preparaban en vino: se asaban, se cortaban por la mitad y se dejaban macerar en vino.

## Cultivo
Se injertan de púa sobre "maíllos" que se traen "del monte" y "manzanos nacedizos". Los patrones se suelen trasplantar entre noviembre y marzo y se injertan al año siguiente, aunque en algunos casos se realiza el injerto ese mismo invierno. Los patrones se trasplantaban en un hoyo muy hondo “hasta la altura de la faja” (aprox. 1 m). Se debe hacer el hoyo en otoño, porque durante todo el invierno "se cría una babilla de tierra fina en el hoyo" que es beneficiosa para el árbol. Los injertos se deben hacer en febrero o marzo, “cuando se empieza a mover la savia, a despegarse la corteza”. Las púas se solían recoger de frutales más atrasados que el patrón, ya que “la puga tiene que tener menos savia que el patrón, para que no se seque”.